# Aljaksandra Chilmanowitsch
Aljaksandra Walerjeuna Chilmanowitsch (belarussisch Аляксандра Валер'еўна Хільмановіч, russisch Александра Валерьевна Хильманович Alexandra Walerjewna Chilmanowitsch, engl. Transkription Aliaksandra Khilmanovich; * 14. Dezember 1996 in Hrodna) ist eine belarussische Sprinterin und Hürdenläuferin, die sich auf die 400-Meter-Distanz spezialisiert hat.

## Sportliche Laufbahn
Erste internationale Erfahrungen sammelte Aljaksandra Chilmanowitsch bei den World Athletics Relays 2021 im polnischen Chorzów, bei denen sie in der gemischten 4-mal-400-Meter-Staffel mit neuem Landesrekord von 3:19,73 min im Vorlauf ausschied und mit der Mixed-Staffel mit 3:19,73 min den Finaleinzug verpasste. Im August startete sie mit der Frauenstaffel bei den Olympischen Sommerspielen in Tokio und schied dort mit 3:33,00 min in der Vorrunde aus.
2021 wurde Chilmanowitsch belarussische Meisterin im 400-Meter-Hürdenlauf und 2021 wurde sie auch Hallenmeisterin in der 4-mal-400-Meter-Staffel.

## Persönliche Bestzeiten
- 400 Meter: 53,14 s, 1. Juni 2021 in Brest
  - 400 Meter (Halle): 53,96 s, 25. Februar 2022 in Mahiljou
- 400 m Hürden: 55,93 s, 24. Juni 2021 in Minsk